# 押尾一彦
押尾 一彦（おすお かずひこ、1953年 - ）は、日本の航空史研究家。

## 来歴
静岡県に生まれる。日本大学農獣医学部（現:生物資源科学部）を卒業。
太平洋戦争の日本陸海軍航空史をテーマに執筆している

## 著書
- 『特別攻撃隊の記録』（陸軍編・海軍編）光人社
- 『日本陸海軍航空英雄列伝ー大空の戦功者139人の足跡』光人社
- 『海軍航空教範』光人社